# Payne Lake
Payne Lake är en sjö i Kanada.   Den ligger i provinsen Alberta, i den södra delen av landet, 2 900 km väster om huvudstaden Ottawa. Payne Lake ligger 1 340 meter över havet. Arean är 2,3 kvadratkilometer. Den sträcker sig 2,3 kilometer i nord-sydlig riktning, och 3,0 kilometer i öst-västlig riktning.
I omgivningarna runt Payne Lake växer i huvudsak barrskog. Trakten runt Payne Lake är nära nog obefolkad, med mindre än två invånare per kvadratkilometer.